# Rotokas jezik
Rotokas jezik (ISO 639-3: roo), sjevernobugenvilski jezik kojim govori 4 320 ljudi (Wurm and Hattori 1981) u provnciji Bougainville, u Papui Novoj Gvineji. Govori se u 28 sela u distriktu Central Bougainville.
Zajedno s jezikom askopan [eiv] čini podskupinu rotokas: Ima tri dijalekta: pipipaia, aita, atsilima. Pismo: latinica

## Vanjske poveznice
- Ethnologue (14th)
- Ethnologue (15th)